# راجي بطحيش
راجي بطحيش هو كاتب محرر وإعلامي وناشط في الكويرية.

## حياته ونشأته
من مواليد مدينة الناصرة عام 1970. حاصل على شهادة الهندسة الغذائية والبيوتوكنولوجيا من جامعة الـ ”تخنيون“ في حيفا. كما حصل على دبلوم كتابة السيناريو من مدرسة السيناريو في تل أبيب، ويحضر الماجستير في الدراسات الثقافية.

## مؤلفاته
| الاسم                      | دار النشر                       | تاريخ النشر | عدد الصفحات | ردمك ISBN              | المصدر               |
| -------------------------- | ------------------------------- | ----------- | ----------- | ---------------------- | -------------------- |
| الشقة في شارع باسي         | المؤسسة العربية للدراسات والنشر | 2020        | 208         | (ردمك 9786144860724)   | [ 3 ] [ 4 ]          |
| يولا وأخواته               | دار المتوسط                     | 2017        | 148         | (ردمك 139788899687946) | [ 5 ] [ 6 ] [ 7 ]    |
| بر - حيرة - بحر            | المؤسسة العربية للدراسات والنشر | 2011        |             |                        | [ 8 ] [ 9 ]          |
| ملح كثير .. أرض أقل        | المؤسسة العربية للدراسات والنشر | 2009        | 112         | (ردمك 139789953362947) | [ 10 ] [ 11 ]        |
| غرفة في تل أبيب            | المؤسسة العربية للدراسات والنشر | 2007        | 111         | (ردمك 9953369704)      | [ 12 ] [ 13 ] [ 14 ] |
| بدل الضائع                 | المؤسسة العربية للدراسات والنشر | 2005        | 125         | (ردمك 9953366977)      | [ 15 ] [ 16 ] [ 17 ] |
| حديقة للشتاء (ظل ربيع ضاع) | المؤسسة العربية للدراسات والنشر | 2003        | 152         | (ردمك 9789957002058)   | [ 18 ]               |
| العري وقصائد اخرى          | دار الشروق للنشر والتوزيع       | 2002        | 80          | (ردمك 9789957001892)   | [ 19 ]               |
| هنا كانت تلعب روزا         | دار راية للنشر والترجمة         |             |             |                        | [ 20 ]               |